# Ouigo
Ouigo (фр. вимова: [wiˈɡo]) — французька залізнична лоу-кост компанія, що базується на вокзалі Марн-ла-Валле (поблизу Парижа) та виконує регулярні рейси на північ, північний захід і південний схід Франції. Вона є дочірньою компанією Французької національної залізниці SNCF та працює незалежно від неї. Ouigo була заснована головою SNCF, Гійомом Пепі 19 лютого 2013 року, а вже 2 квітня того ж року перші поїзда TGV Duplex вийшли на свої маршрути.

## Мотив створення
На відміну від відносно лібералізованого ринку європейських авіаліній (відкрите небо), високошвидкісні залізниці у Франції (і в цілому в Європі) є монополією, якою володіє та експлуатує уряд. Проте поточні переговори про лібералізацію високошвидкісних залізниць заплановані лише на грудень 2019 року. Конкуренція з боку лоу-кост авіакомпаній, а також очікування дерегулювання ринку міжміських автобусів, як це сталося в Німеччині минулого року і відбудеться незабаром надалі у Франції, призвело до створення в 2013 році компанії Ouigo.

## Концепція
Ідея сервісу базується на досвіді недорогих авіакомпаній, таких як Ryanair та EasyJet; відповідно, Ouigo використовує наступні практики:
- Квитки можна купити в режимі онлайн через спеціальний вебсайт або мобільний додаток. Через квитковий термінал або на вебсайті SNCF квитки купити неможливо. Вони повинні бути придбані принаймні за 4 години до поїздки. За чотири дні до подорожі пасажирів, вони отримують електронне повідомлення про квиток, який можуть роздрукувати вдома, або вони можуть використати мобільний додаток для отримання доступу до електронного квитка.
- Ouigo використовує модифіковані двоповерхові поїзди TGV Duplex з двома варіантами компоновки вагонів — 2х2 або 3х1 шт. крісел в ряд. Пасажири мають змогу подорожувати лише другим класом. Вагону-ресторану, який є стандартним для поїздів TGV Duplex також немає. Ці міри призводять до того, що поїзда від Ouigo можуть вміщувати в себе до 1200 пасажирів, що на 20 % більше, ніж пасажиромісткість стандартного поїзда TGV Duplex.
- Подібно деяким авіакомпаніям з низькою вартістю, багаж з максимальним розміром — 35 см × 55 см × 25 см перевозиться безкоштовно, за більші габарити потрібно доплачувати.
- Як і лоу-кост авіакомпанії, що користуються вторинними аеропортами, такими як Париж-Бове замість великих аеропортів, таких як Міжнародний аеропорт імені Шарля де Голля, компанія використовує кілька не головних залізничних станцій, таких як Марне-ла-Валле для Парижа, а не Париж-де-Лайон, Туркуан для Лілля та Ліон Сен-Екзюпері для Ліону. Причиною цього є дешеві перевізники, які використовують вторинні аеропорти через низьку комісійну плату, Ouigo використовує другорядні станції по цьому ж принципу, через їх низьку вартість, що встановлена компанією SNCF.
- Поїзда мають меншу кількість обслуговчого персоналу, як на недорогих авіакомпаніях, вони також повинні виконувати основне обслуговування рухомого складу і пасажирів.
- TGV Duplex компанії працюють на маршрутах до 13 годин на день, у порівнянні зі стандартними поїздами, що їздять лише по 7 годин.
- Як і деякі недорогі авіаперевізники, єдиний спосіб, у який клієнти можуть зв'язатися з компанією — це через свій вебсайт. Номера телефонів або адреси електронної пошти для клієнтів немає.

## Станції

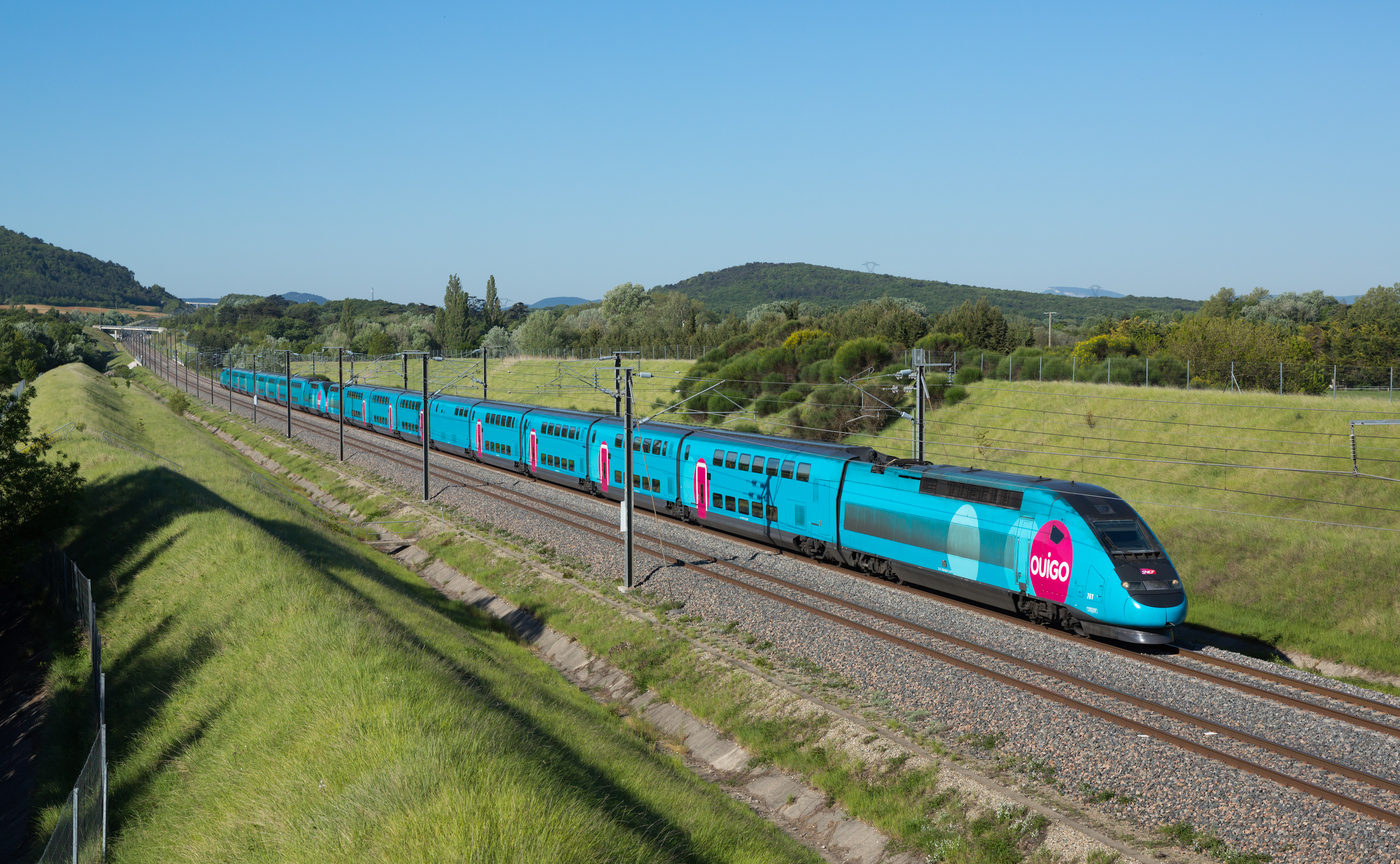
Два TGV Duplex в кольорах Ouigo на шляху між Марселем та Парижем

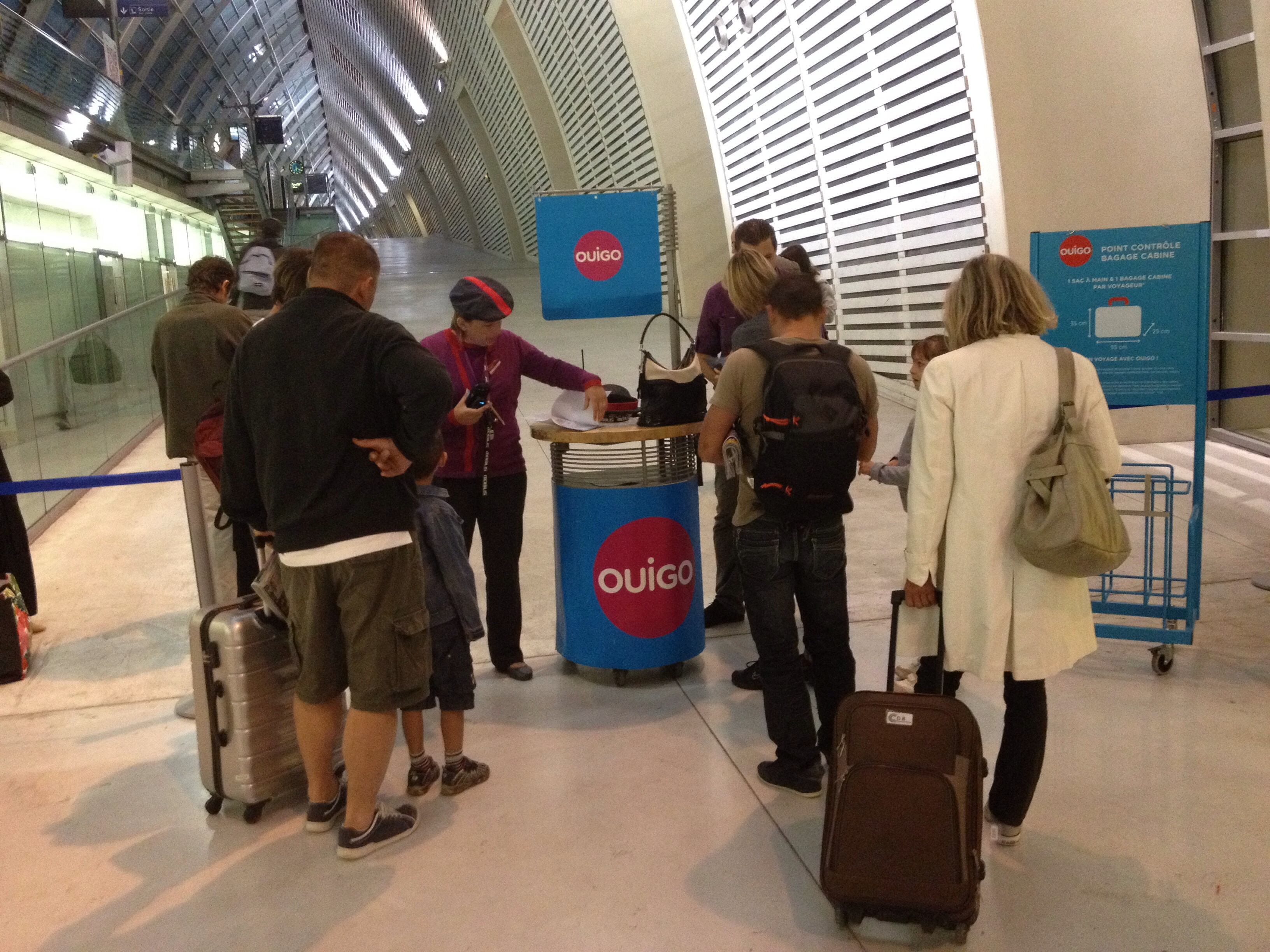
Стійка реєстрації Ouigo на станції Avignon station

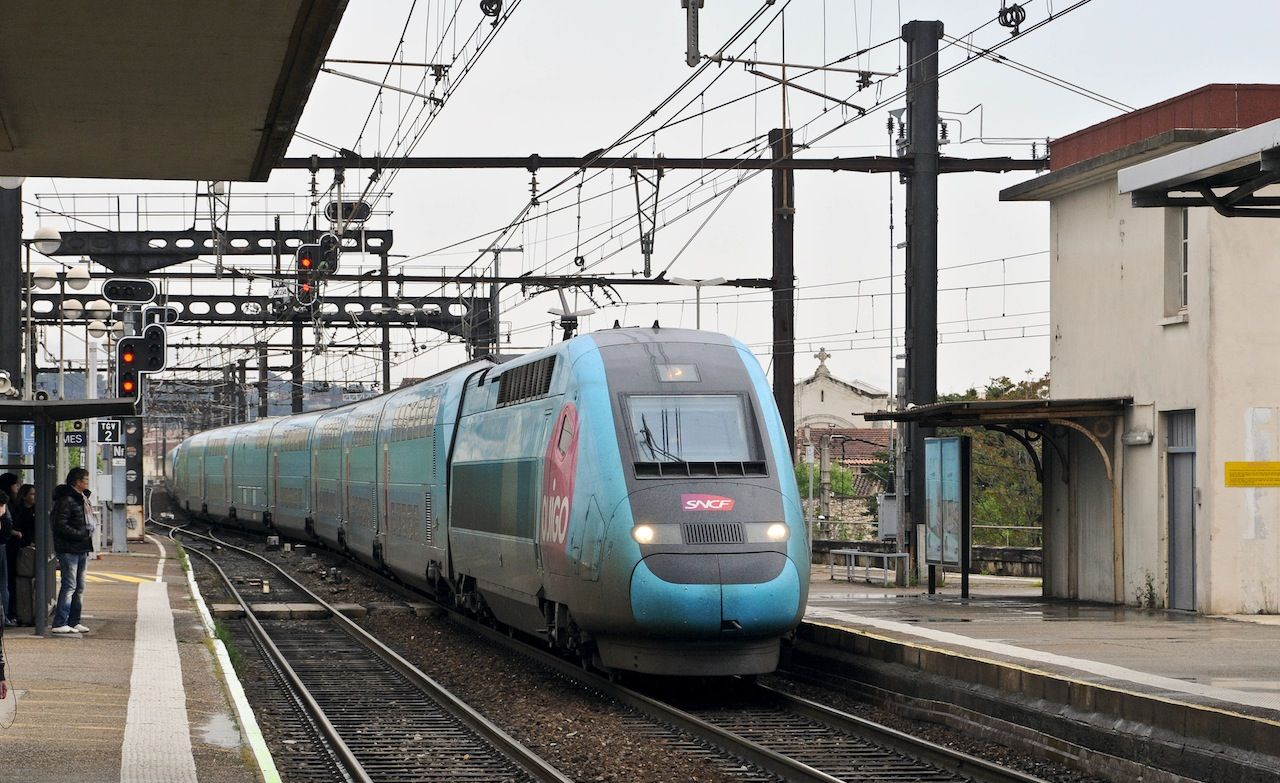
Поїзд Ouigo, що прибуває на стацію Nîmes station

Поїзда Ouigo зупиняються лише на певних станціях. На відміну від стандартних TGV, для того, щоб запропонувати більш низькі тарифи, компанія використовує другорядні станції для основних напрямків, таких як Париж або Ліон. Станції, що обслуговуються на маршруті від Парижу на південний схід — Марн-ла-Валле, Ліон-Сен-Екзюпері, Ліон-Парт-Дю, Ліон Перраче, Валенс, Нім, Монпельє, Авіньйон, Екс-ан-Прованс і Марсель. Зі сходу на північний захід — Туркоінг, Нант, Ренн, TGV Верхня Пікардія, Міжнародний аеропорт імені Шарля де Голля, Массі ТГВ, Ле-Ман і Анже-Сен-Лауд.

## Ціни та збори
Для того, щоб пропонувати значно нижчі ціни, ніж на стандартних поїздах TGV, у поїздах Ouigo немає вагону-ресторану, вони мають велику кількість більш щільно розташованих місць і використовують другорядні станції. Вартість проїзду для дорослих може варіюватися від 10 до 115 євро за кожну подорож, залежно від часу подорожі та того, наскільки вона забронюється заздалегідь.
Додаткові збори є такими:
- За дітей, яким виповнилося 11 років, має доплачуватись комісія в розмірі 5 євро незалежно від подорожі.
- Ціна за перевезення одної одиниці багажу складає 5 євро, якщо бронюється під час бронювання, 10 євро, якщо замовляти через мережу інтернет, або 20 євро, якщо білет купується на вокзалі безпосередньо перед поїздкою.
- Домашні тварини можуть бути прийняті на борт, однак за умови, що їх вага є меншою за шість кілограмів, і вони знаходяться в переносці для транспортування, як частина ручної поклажі, що менша за гранично-допустимі габарити. Якщо ні, то подорожуючі мають сплатити суму в розмірі 40 євро за тварину або 30 євро, якщо вони бронюються одночасно з власником.
- Місця, що розташовані поруч із розетками, можуть бути зарезервовані за додаткову плату в розмірі 2 євро на особу.

## Майбутнє
В інтерв'ю з CNN, Гійом Пепі сказав, що, якщо Ouigo буде успішним, він сподівається розширити і надалі надавати послуги за межами Франції до таких міст, як Брюссель, Амстердам і Лондон.
У березні 2016 р. Одна із міжнародних компаній SNCF Thalys, яка також експлуатує TGV запустила аналогічну та недорогу міжнародну послугу з перевезення між Парижем та Брюсселем, названа IZY. Регулярні перевезення розпочались 3 квітня 2016 р.